# Hällekis
Hällekis è un'area urbana della Svezia situata nel comune di Götene, contea di Västra Götaland.
La popolazione rilevata nel censimento 2010 era di 704 abitanti .